# مومينا هومد حسن
مومينا هومد حسن هي سياسية جيبوتية تعمل كوزيرة للمرأة والأسرة في بلدها. تم تعيينها لهذا الدور في عهد رئيس الوزراء عبد القادر كامل محمد بعد تعديل وزاري في مايو 2016. وحلت محل حسناء بركات داود.
كوزيرة عملت علي الكثير من التطورات منها الاشتراك مع اليونيسيف و صندوق الامم المتحدة للسكان وو ضع استراتيجيات جديده للفترة من 2018-2022 لمكافحة ظاهرة ختان الإناث، وعلي الرغم من ان التشريعات تقف بصدد تلك الظاهرة الا ان في عام 2012 تاثر 80% من النساء الجيبوتيات واللواتي تتراوح اعمارهن ما بين 15-49 عاما بتلك الظاهرة.
ولكن لا يمككنا الانكار بان الاحصائيات لوقف تلك الظاهرة تتخذ وضع الهبوط، وقد اكدت  مومينا ان التشريعات وحدها لاتكفي للحد من ظاهرة الختان أو تشويه الأعضاء التناسلية الانثوية.
وتدعو ايضاً مومينا الي وضع الاستراتيجات لزيادة الوعي و الثقافة من خلال الحراك المجتمعي كدعوات القادة و الفنانين و الاعلام بدعم من التقنين و الماليين، للتعامل و الحد من فيروس نقص المناعة المكتسبة (الايدز) بين النساء في جيبوتي مع مراعاة المعايير الاجتماعية و الثقافية للمجتمع.
وقبل انضمامها لمجلس الوزراء، كانت مومينا الأمين التنفيذي للأمانة العامة لإصلاح الإدارة العامة، تركز خلال فترة توليها علي تعديل النصوص القانونية التي تحكم العمل الإداري ووضع كتيبات موارد بشرية لاستخدامها داخل الوزارات الحكومية  و تنفيذ التصريحات الخاصة بخدمة المواطنين.